# حركة الاستقلال (لبنان)
حركة الاستقلال اللبنانية حركة أسّسها وترأسها ميشال معوض في العام 2005 لمواكبة ما عرفت بـثورة الأرز، قبل أن تتحوّل بحسب بياناتها إلى حركة سياسية تهدف إلى حماية السيادة الوطنية والشرعية والنظام الديمقراطي والحريات. والحركة بحسب برنامجها تسعى إلى التنمية الإنسانية والاقتصادية وإلى عصرنة مؤسسات الدولة وتثبيت مبادئ الشفافية والمحاسبة والمشاركة في الحياة العامة.